# Maritiem District (Rotterdam)
Het Maritiem District is een van de centrumgebieden in de Nederlandse stad Rotterdam. Het Maritiem District is van oorsprong een havengebied, wat nu getransformeerd wordt tot hoogwaardig woon- en leefgebied. Het gebied kenmerkt zich door de aanwezigheid van veel hoogbouw, zoals de Harbour Village (85 meter en 70 meter), de Waterstadtoren (109,37 meter), Coopvaert (105,79 meter), The Red Apple (127,10 meter), 100Hoog (105 meter), Willemswerf (94,5 meter), The Muse (74 meter), de drie torens Clipper, Schoener en Galjoen (elk 71,87 meter) en de Scheepmakerstoren (88,37 meter). In de komende jaren komt er nog meer hoogbouw bij.

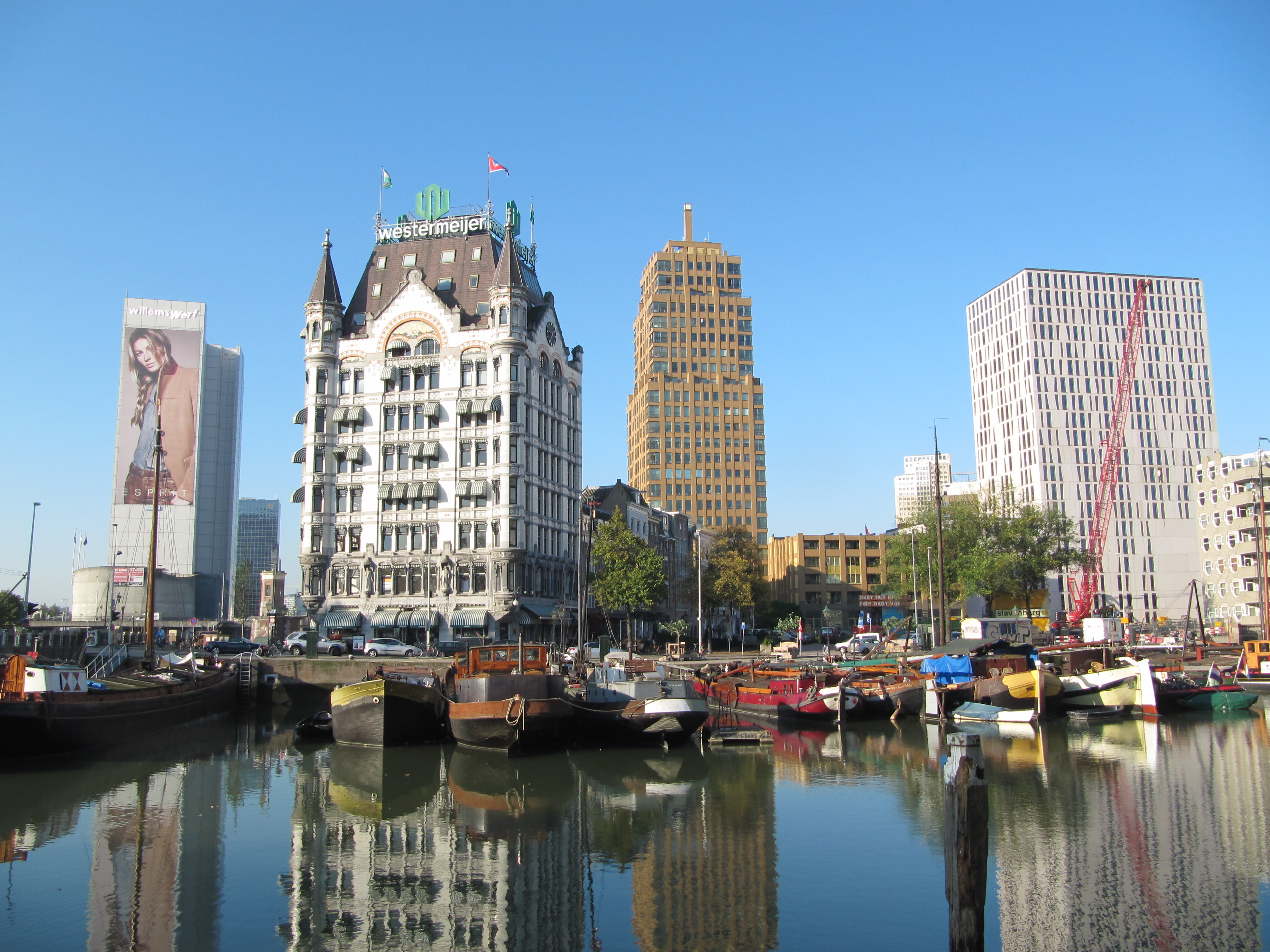
Oude Haven, onderdeel van het Maritiem District

## Omgeving
Het Maritiem District is van oorsprong een oud havengebied. De Leuvehaven, Glashaven, Wijnhaven, Scheepmakershaven en de Oude Haven zijn voormalige havengebieden die nu tot het Maritiem District behoren. Het Maritiem Museum is in het Maritiem District gevestigd. Voor het Maritiem Museum bevindt zich een opstapplaats voor de watertaxi.

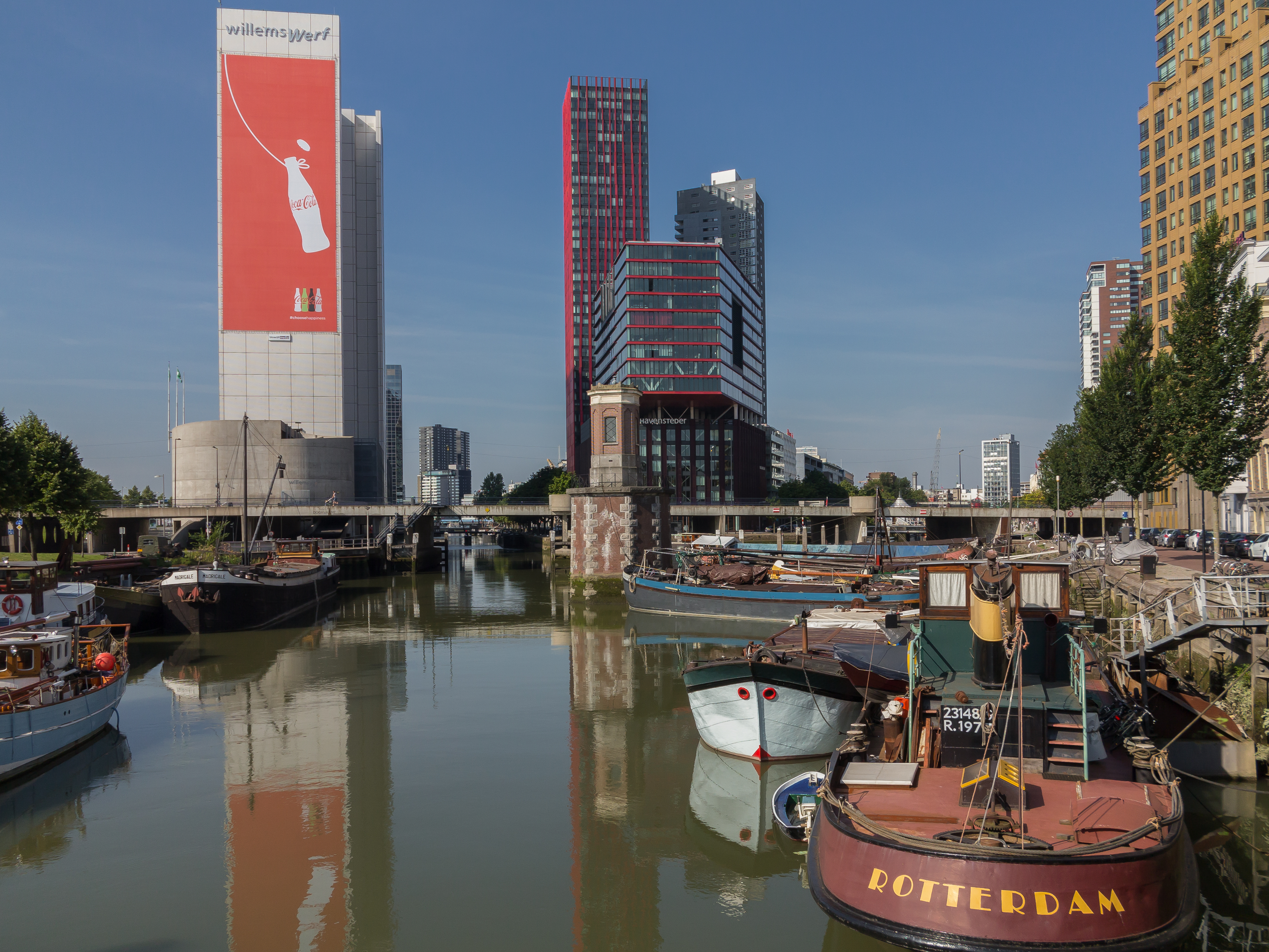
Zicht op de Wijnhaven, onderdeel van het Maritiem District

Het Maritiem District huist vooral woontorens en winkels voor de dagelijkse boodschappen. De Oude Haven is een populair uitgaansgebied van Rotterdam maar ook de Witte de Withstraat met populaire bars en cafés ligt op loopafstand. Er is een kleine jachthaven voor pleziervaartuigen. Het voormalig lichtschip Breeveertien is er afgemeerd. In het Maritiem District bevinden zich ook twee hogescholen; de Willem de Kooning Academie en een van de gebouwen van de Hogeschool Rotterdam.
In de directe omgeving bevinden zich onder andere de Bibliotheek Rotterdam, de Kubuswoningen de Markthal, het Witte Huis en het ernaast gelegen Mariniersmuseum.

## Toekomstige hoogbouw
Er wordt nog volop gebouwd in het Maritiem District. Zo wordt er gebouwd aan The Terraced Tower (110 meter), Bright (70 meter), CasaNova (110 meter) en Boompjes 60-68 (110 meter). De Glashaventoren (103 meter), woontoren locatie Blakeburg (100 meter) en woontoren Scheepmakershaven 29 (100 meter) zijn nog in ontwikkeling.

## Bereikbaarheid
Het Maritiem District wordt in het noorden ontsloten door de Blaak en in het zuiden door de Boompjes richting de Erasmusbrug en de Willemsbrug. Station Rotterdam Blaak, een ondergronds trein- en metrostation, bevindt zich in de directe omgeving. Voor de tram kan gebruik worden gemaakt van haltes Leuvehaven, Beurs, Keizerstraat of Station Blaak. 

## Centrumgebieden van Rotterdam
De andere centrumgebieden van Rotterdam zijn:
- Central District, het gebied rondom het Station Rotterdam Centraal
- Laurenskwartier, het gebied rondom de Grote of Sint-Laurenskerk
- Lijnbaankwartier, het gebied rondom de Lijnbaan
- Lloydkwartier
- Mauritskwartier, het gebied rondom het Schouwburgplein
- Museumkwartier, het gebied rondom het Museumpark
- Scheepvaartkwartier
- West Kruiskade
- Witte de Withkwartier, het gebied rondom de Witte de Withstraat